# Palamarka

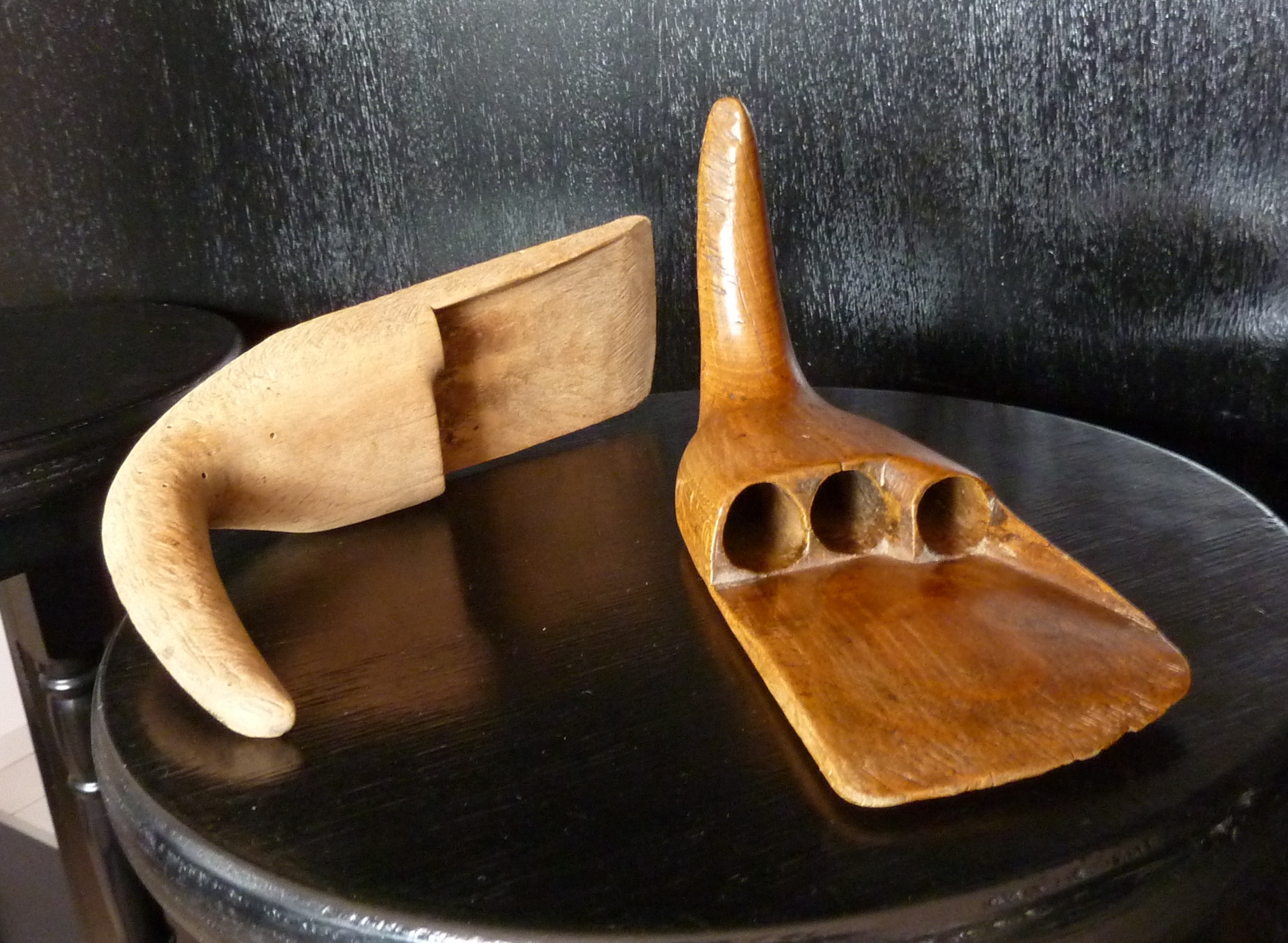
Bulgarische Palamarki

Eine Palamarka (bulgarisch Паламарка) ist ein bulgarisches Gerät, das bei der Ernte von Getreide verwendet wurde. Der hölzerne Handschuh für die äußeren drei Finger der linken Hand wurde beim Ernten des Getreides zusammen mit einer Sichel benutzt. Dabei hielt man das Getreide oben zwischen Palamarka und Daumen fest, um die Ähren weiter unten mit der Sichel abzuschneiden. Am einen Ende verjüngt sich die Palamarka zu einem Haken, der meist etwa 10 Zentimeter lang ist. Mithilfe des Hakens konnte mehr Getreide auf einmal geschnitten und gleich zu einem Bündel gebunden werden. Außerdem diente die Palamarka als Schutz, da die Sichel meist unmittelbar unter der Hand angesetzt wurde. 
Ein ähnliches Gerät, die Zoqueta, wurde in Spanien verwendet. Die Zoqueta hat jedoch einen kleineren Haken und wurde mit vier Fingern gehalten.

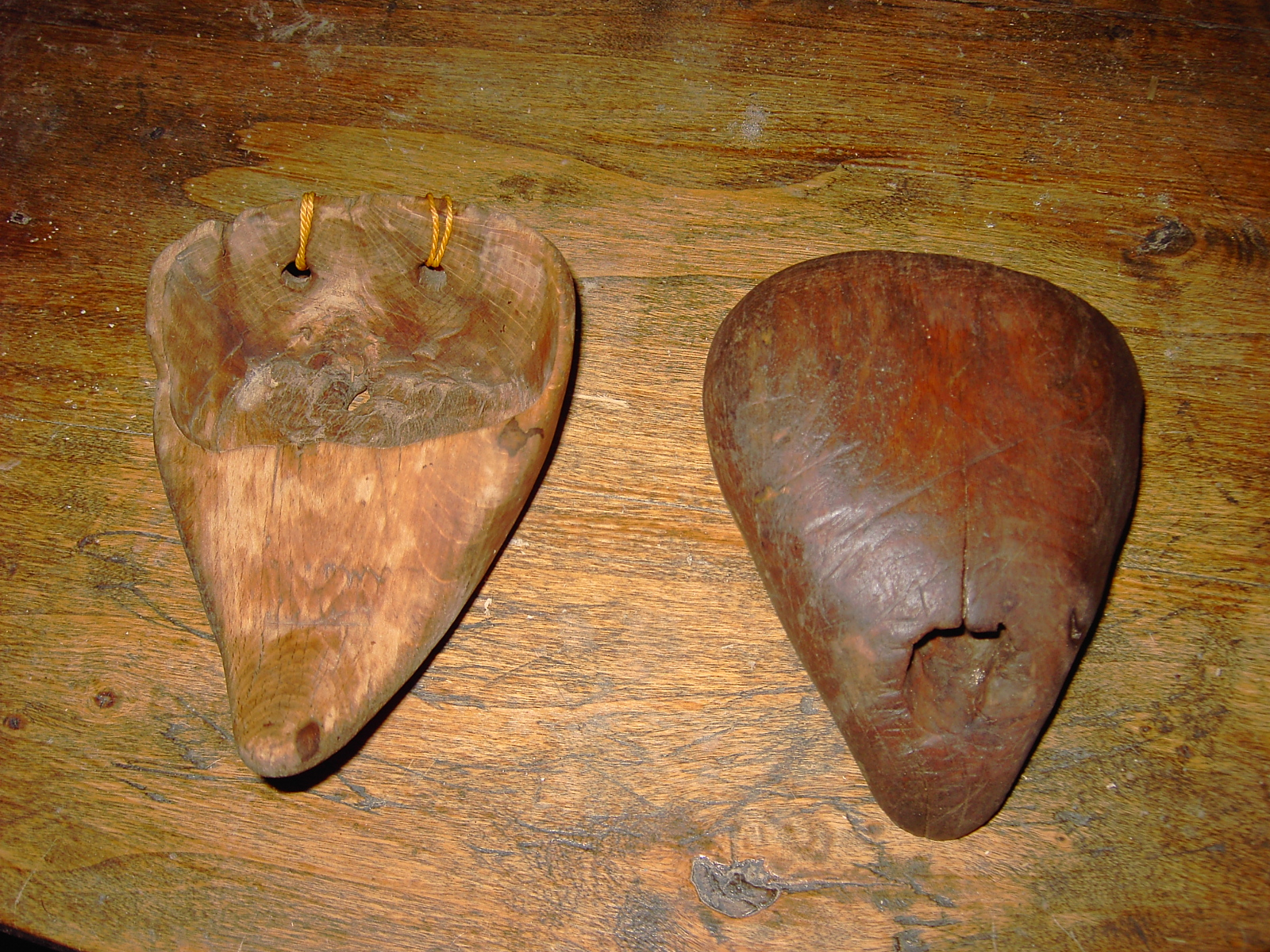
Spanische Zoquetas
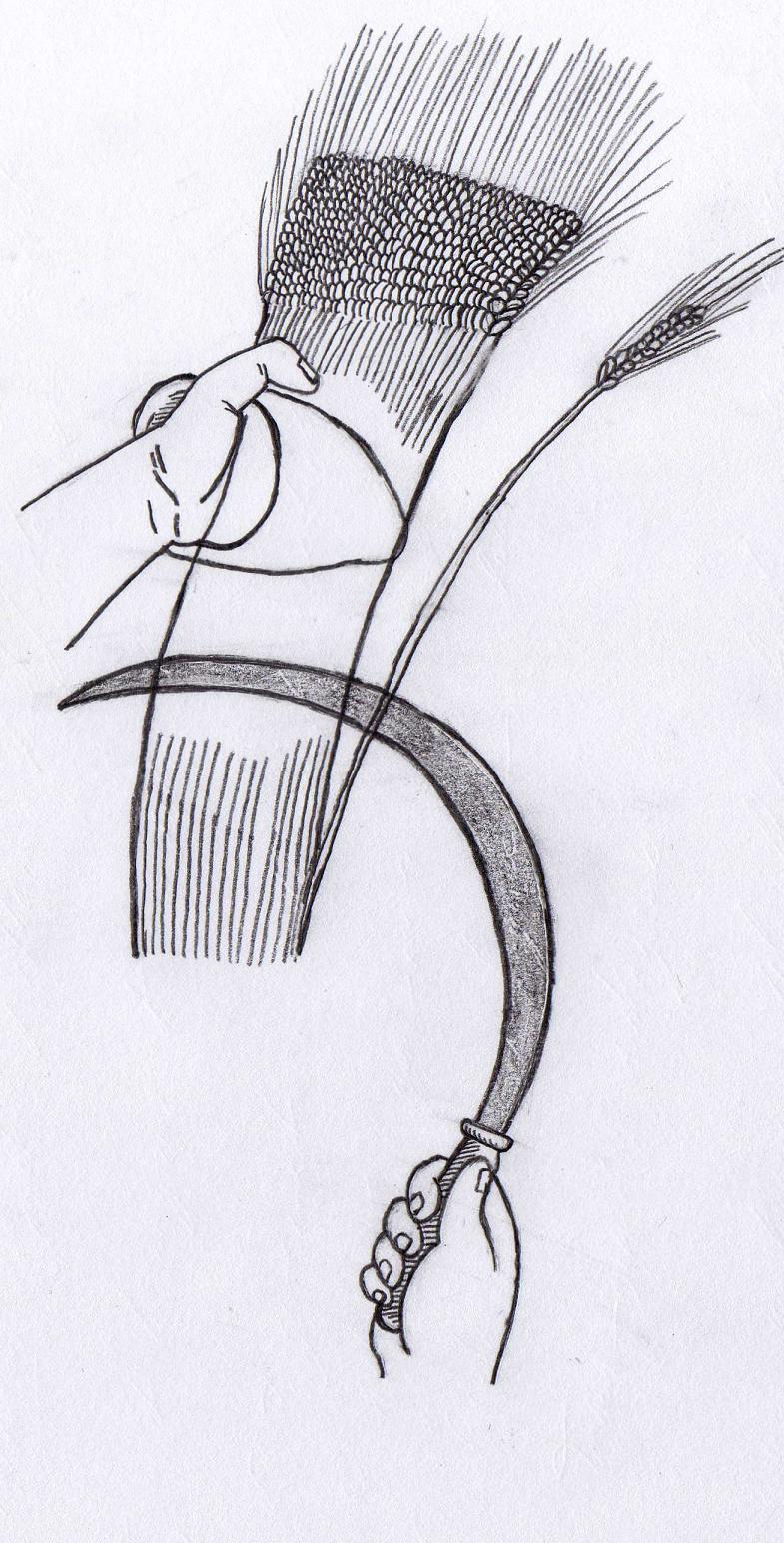
Verwendung bei der Getreideernte
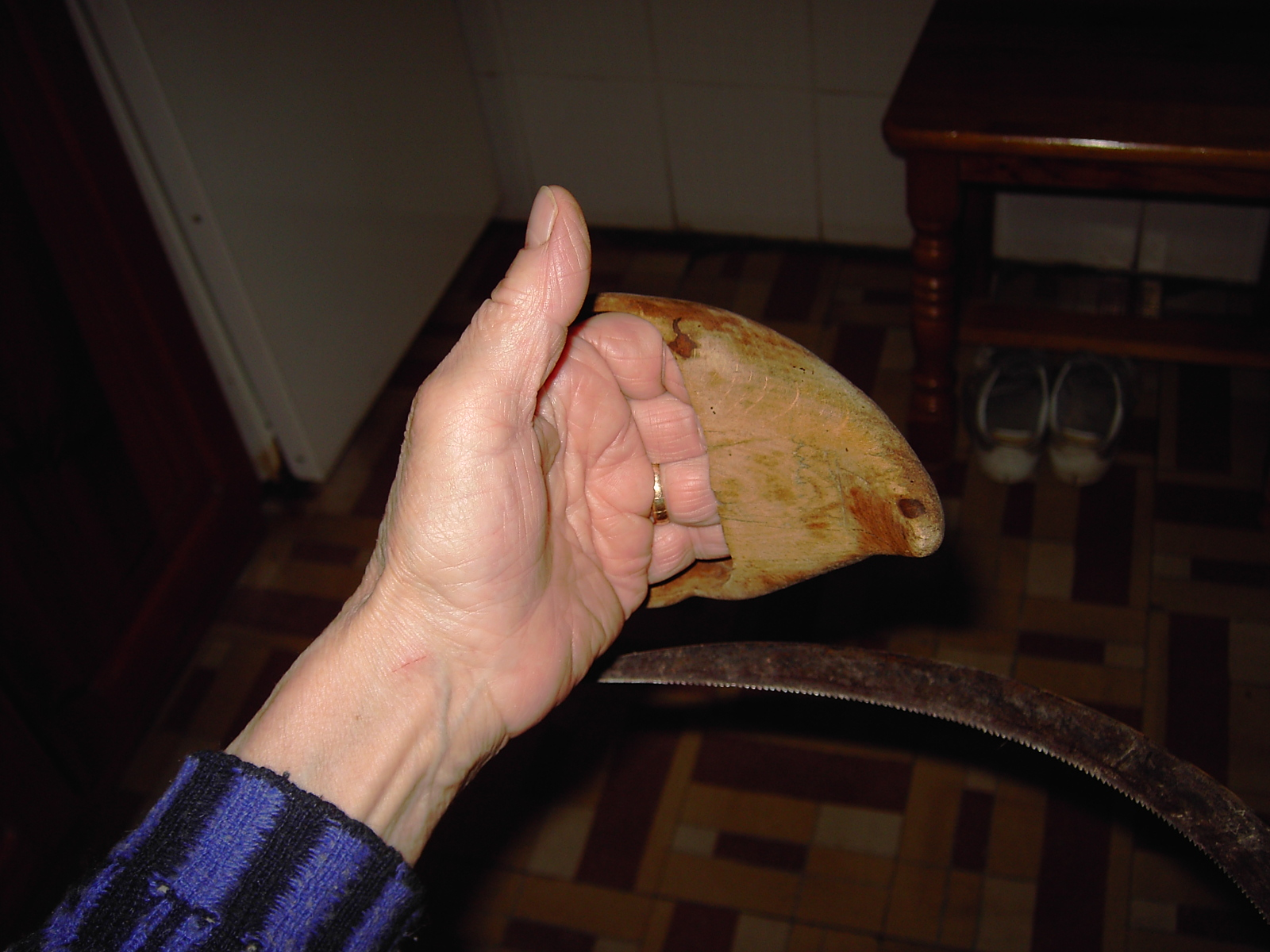
Benutzung